# Lucio Atilio Lusco
Lucio Atilio Lusco  fue un político y militar romano del siglo V a. C. que perteneció a la gens Atilia. Formó parte del primer colegio de tribunos consulares.

## Tribuno consular
En el año 444 a. C. fue elegido uno de los tres primeros tribunos consulares. Sin embargo, él y sus colegas tuvieron que dimitir al cabo de tres meses, debido a que los augures, tras interpretar los presagios, encontraron una posible irregularidad en la que incurrió el presidente de los comicios, Cayo Curcio Filón, al convocar las elecciones.
Según Tito Livio y Dionisio de Halicarnaso fue de origen patricio.